# Десяткове число з рухомою комою
Десяткова арифметика з рухомою комою (англ. Decimal floating point, DFP — машинна арифметика для роботи з десятковими числами з рухомою комою. Робота безпосередньо з десятковими дробами дозволяє уникати помилок округлення цифр, які зазвичай виникають під час перетворень між десятковими дробами (для даних, що вводяться людиною, таких як результати вимірювань або фінансова інформація) і двійковими дробами.
Перевага десяткового подання з рухомою комою перед поданням з фіксованою комою і цілими типами полягає в тому, що воно підтримує значно ширший діапазон значень. Наприклад, якщо подання числа з фіксованою комою, в якому виділено 8 десяткових цифр і 2 десяткових розряди, може подавати числа:
123 456,78; 8765,43; 123,00,
то подання з рухомою комою з 8 десятковими цифрами також може мати вигляд:
1,2 345 678; 1 234 567,8; 0,000 012 345 678; 12 345 678 000 000 000
і так далі. Цей розширений діапазон може значно уповільнити накопичення помилок округлення при послідовних обчисленнях. Наприклад, для чисел з рухомою комою можна використати алгоритм компенсаційного підсумовування Кехена, щоб додати багато чисел без асимптотичного накопичення помилки округлення.